# بردا (دهانه)
بردا یک دهانه برخوردی در ماه است.

## دهانه‌های اقماری
این دهانه ۱۱ دهانه اقماری دارد.
| Borda | عرض جغرافیایی | طول جغرافیایی | قطر          |
| ----- | ------------- | ------------- | ------------ |
| A     | ۲۶٫۸° S       | ۵۱٫۰° E       | ۱۹٫۰ کیلومتر |
| E     | ۲۴٫۰° S       | ۴۵٫۵° E       | ۱۲٫۰ کیلومتر |
| D     | ۲۴٫۵° S       | ۴۶٫۳° E       | ۶٫۰ کیلومتر  |
| G     | ۲۶٫۲° S       | ۴۵٫۴° E       | ۶٫۰ کیلومتر  |
| F     | ۲۶٫۳° S       | ۴۷٫۵° E       | ۱۱٫۰ کیلومتر |
| H     | ۲۶٫۷° S       | ۴۶٫۷° E       | ۱۰٫۰ کیلومتر |
| K     | ۲۷٫۵° S       | ۴۷٫۲° E       | ۱۲٫۰ کیلومتر |
| J     | ۲۶٫۹° S       | ۴۷٫۰° E       | ۱۷٫۰ کیلومتر |
| M     | ۲۵٫۴° S       | ۴۳٫۹° E       | ۱۵٫۰ کیلومتر |
| L     | ۲۷٫۰° S       | ۴۷٫۷° E       | ۱۲٫۰ کیلومتر |
| R     | ۲۷٫۴° S       | ۵۰٫۵° E       | ۱۷٫۰ کیلومتر |